# San Miguel de Valero (kommunhuvudort)
San Miguel de Valero är en kommunhuvudort i Spanien.   Den ligger i provinsen Provincia de Salamanca och regionen Kastilien och Leon, i den centrala delen av landet, 190 km väster om huvudstaden Madrid. San Miguel de Valero ligger 937 meter över havet och antalet invånare är 382.
Terrängen runt San Miguel de Valero är kuperad åt sydväst, men åt nordost är den platt. Terrängen runt San Miguel de Valero sluttar söderut. Runt San Miguel de Valero är det mycket glesbefolkat, med 7 invånare per kvadratkilometer. Närmaste större samhälle är La Alberca, 17,0 km väster om San Miguel de Valero. 